# Jörgen Lind
Jörgen Lind född 8 juni 1966 i Umeå, numera bosatt i Göteborg, är en svensk författare. Elev vid Forfatterskolen i Köpenhamn, 1990-1992 
Jörgen Lind debuterade 1997 med diktsamlingen Ararat. Under åren 2004-2014 tillkom pentalogin Rede 2004-2014. För den femte och avslutande delen, Vita kommun, tilldelades Lind Sveriges Radios lyrikpris 2015.

## Priser och utmärkelser
- 1995 – Partille Bokhandels författarstipendium
- 1998 – Sten A Olssons kulturstipendium
- 2000 – Göteborgs Stads författarstipendium
- 2002 – Nöjesguidens pris för bästa läsning
- 2006 – Stipendium ur Gerard Bonniers donationsfond
- 2015 – Sveriges Radios lyrikpris för Vita kommun
- 2015 – Albert Bonniers Stipendiefond för svenska författare för Vita kommun
- 2016 – Beskowska resestipendiet
- 2019 – De Nios Vinterpris
- 2019 – Göteborgs Stads författarstipendium
- 2023 – Gustaf Fröding-sällskapets lyrikpris
- 2024 – Doblougska priset